# Райхенбах (Верхня Лужиця)
Райхенбах (Верхня Лужиця) (нім. Reichenbach/Oberlausitz) — місто в Німеччині, розташоване в землі Саксонія. Входить до складу району Герліц, підпорядкованого адміністративному округу Дрезден. Центр об'єднання громад Райхенбах/Оберлаузіц.
Площа — 62,59 км2. Населення становить 4915 ос. (станом на 31 грудня 2020).

## Адміністративний поділ
Громада підрозділяється на 4 міські округи. 

## Галерея

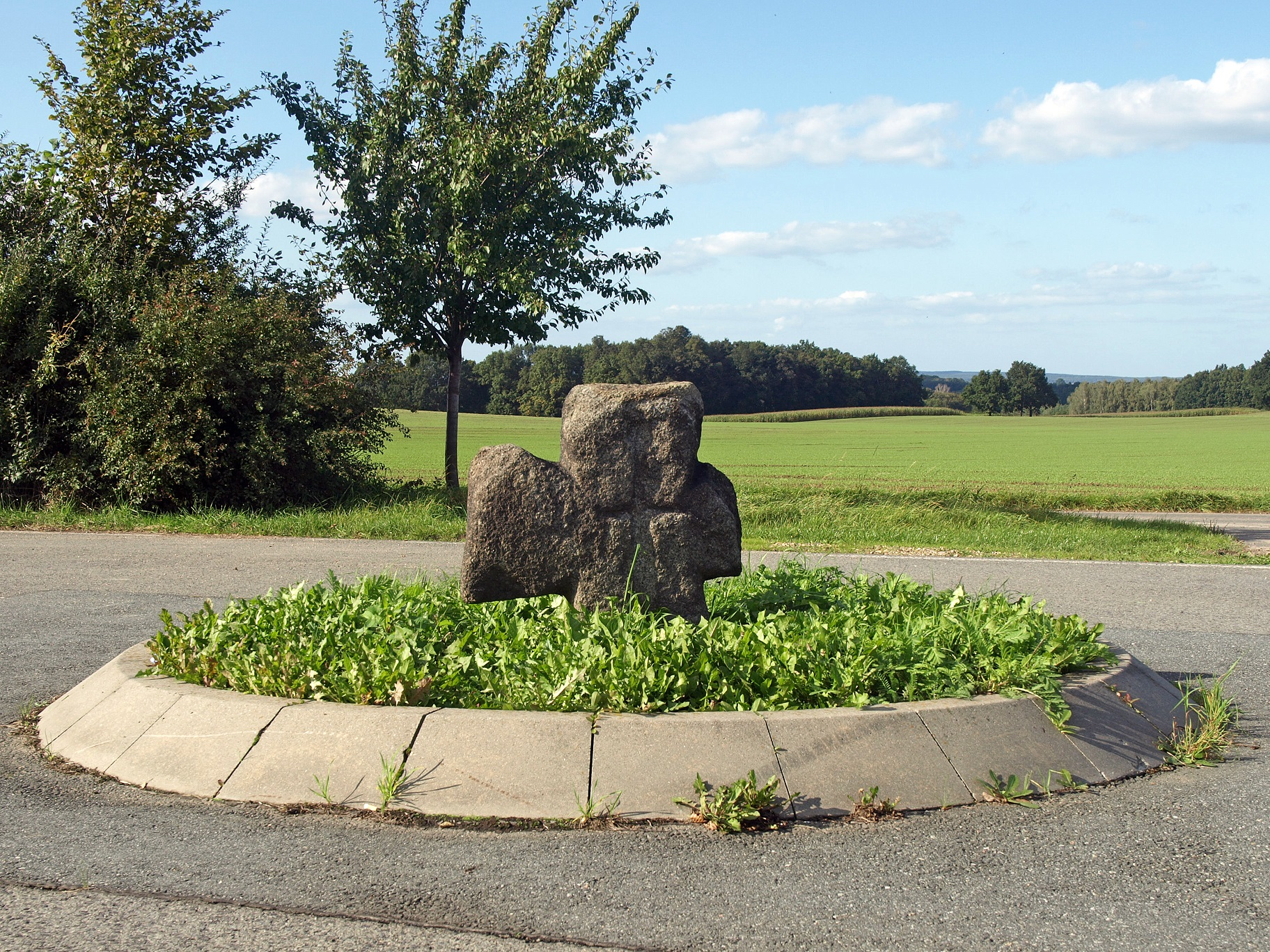
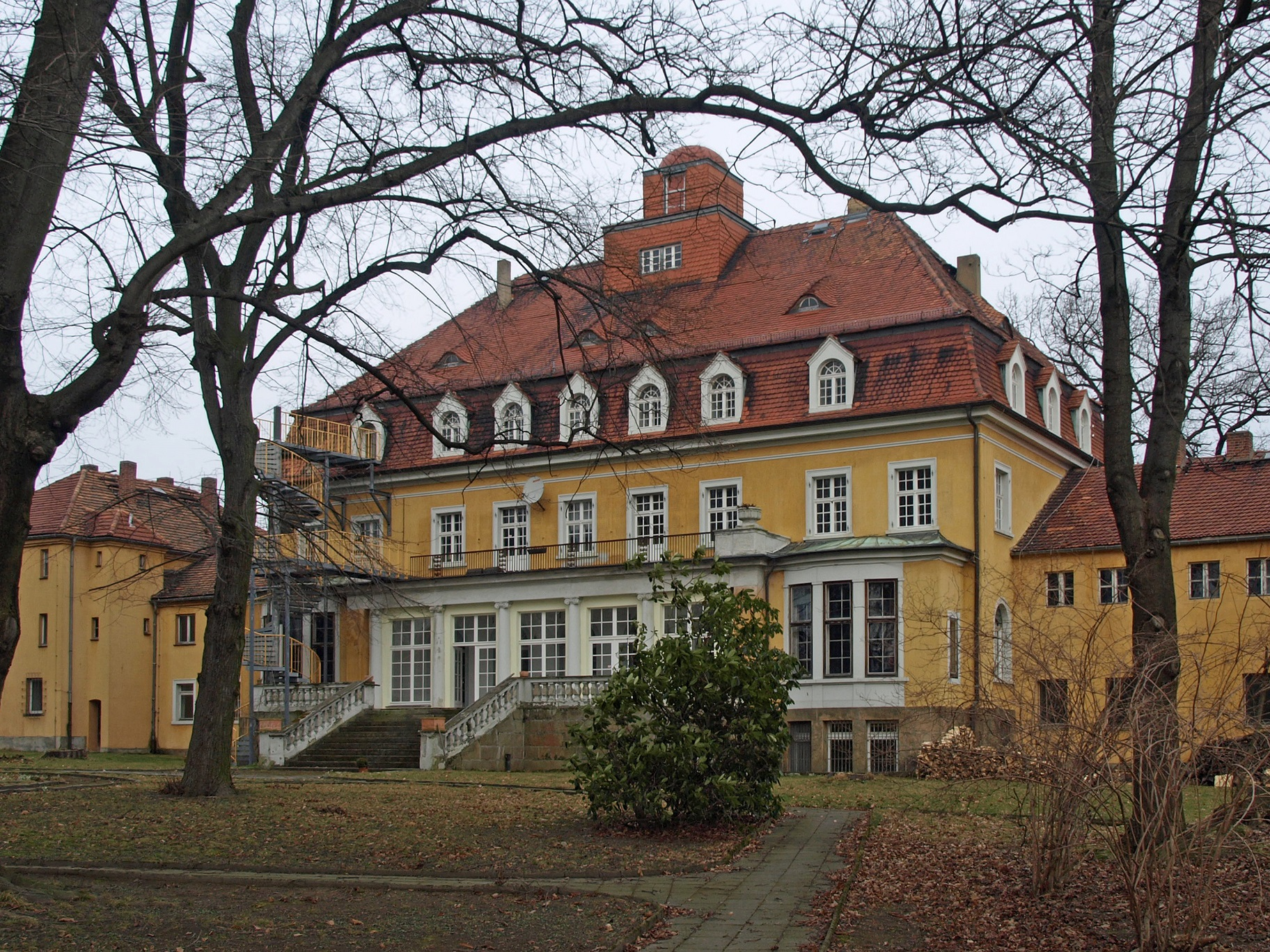
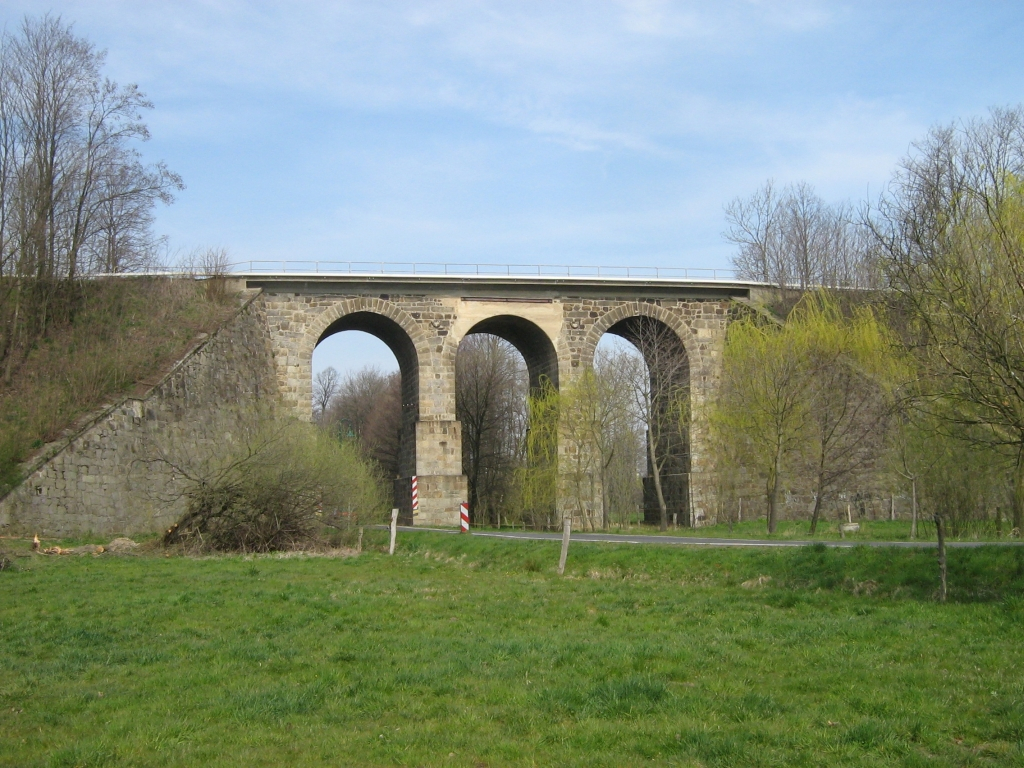
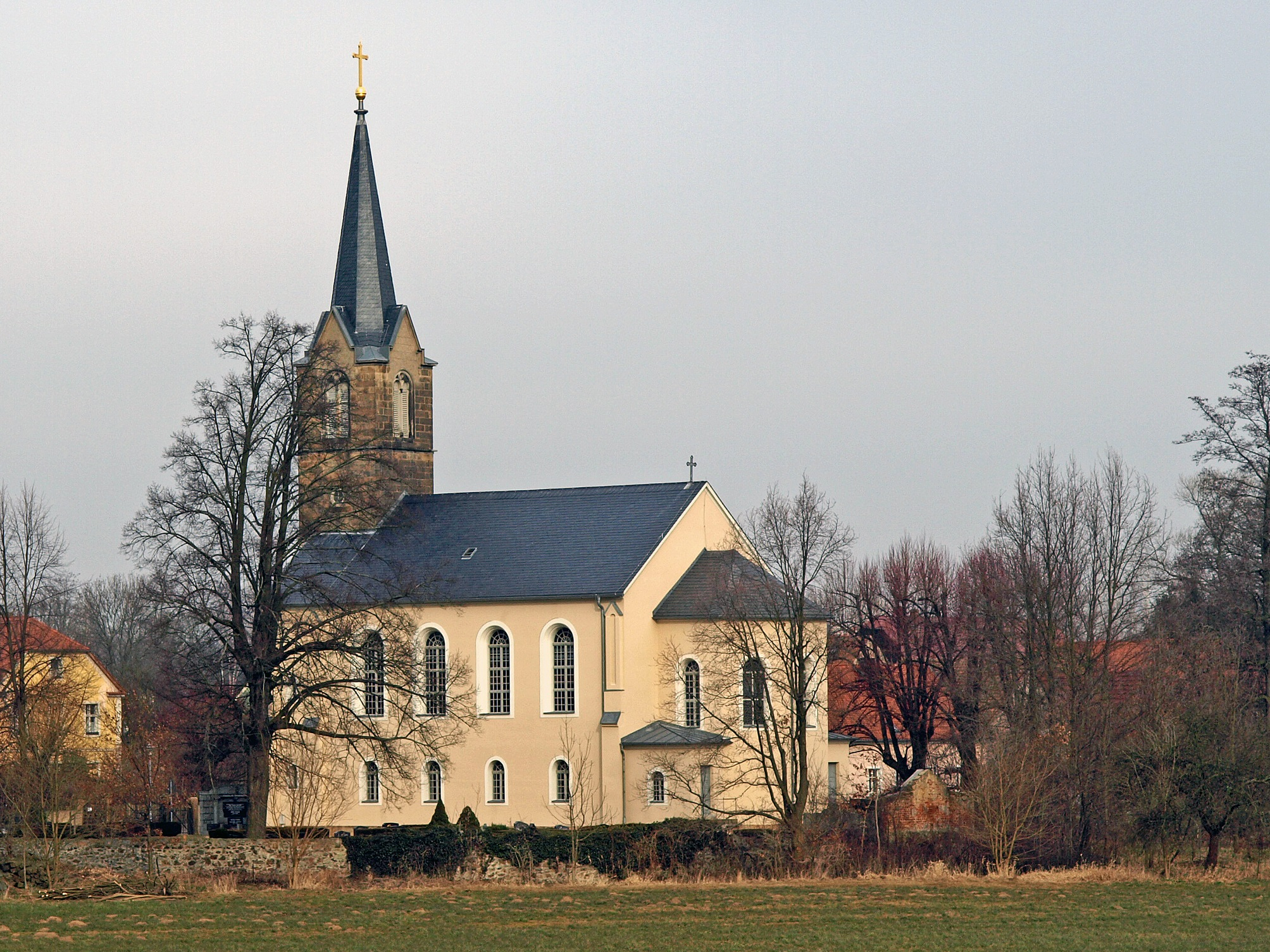
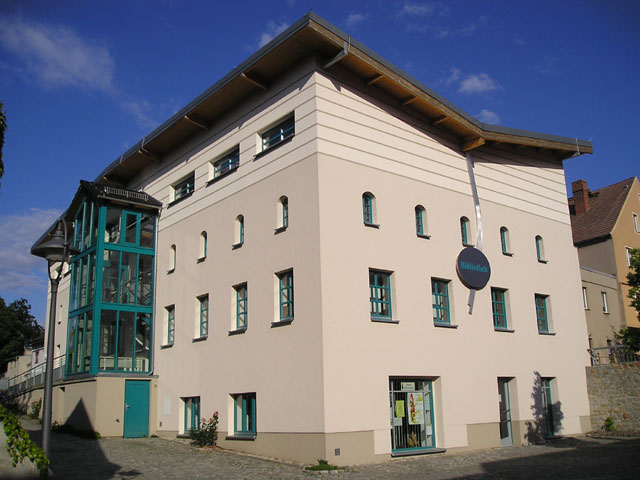
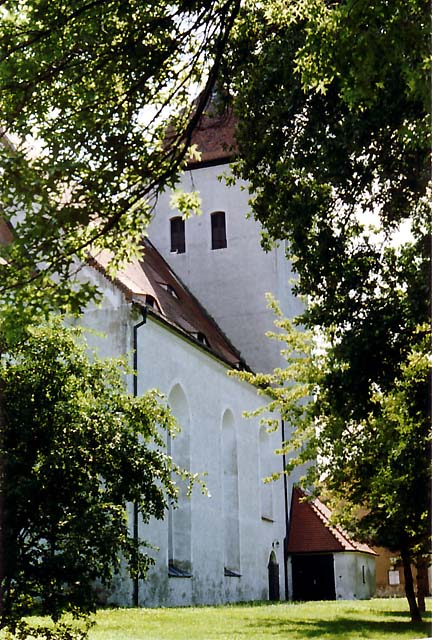